# لوتشيانو دياز
لوتشيانو دياز (بالبرتغالية: Luciano Dias‏) (25 يوليو 1970 ببورتو أليغري في البرازيل - ) هو لاعب كرة قدم برازيلي في مركز الدفاع. لعب مع نادي فلومينينسي ونادي كورينثيانز.

## وصلات خارجية
- لوتشيانو دياز على موقع الاتحاد الأوربي (الإنجليزية)
- لوتشيانو دياز على موقع قاعدة بيانات كرة القدم.إي يو (الإنجليزية)